# Campeonato Mundial de Patinação Artística no Gelo de 2016
O Campeonato Mundial de Patinação Artística no Gelo de 2016 foi a centésima sexta edição do Campeonato Mundial de Patinação Artística no Gelo, um evento anual de patinação artística no gelo organizado pela União Internacional de Patinação (em inglês:  International Skating Union) onde os patinadores artísticos, competem pelo título de campeão mundial. A competição foi disputada entre os dias 28 de março e 3 de abril, na cidade de Boston, Estados Unidos.

## Eventos
- Individual masculino
- Individual feminino
- Duplas
- Dança no gelo

## Medalhistas
| Evento                        | Ouro                                             | Prata                                            | Bronze                                      |
| Individual masculino detalhes | Javier Fernández · Espanha                       | Yuzuru Hanyu · Japão                             | Jin Boyang · China                          |
| Individual feminino detalhes  | Evgenia Medvedeva · Rússia                       | Ashley Wagner · Estados Unidos                   | Anna Pogorilaya · Rússia                    |
| Duplas detalhes               | Meagan Duhamel · Eric Radford · Canadá           | Sui Wenjing · Han Cong · China                   | Aliona Savchenko · Bruno Massot · Alemanha  |
| Dança no gelo detalhes        | Gabriella Papadakis · Guillaume Cizeron · França | Maia Shibutani · Alex Shibutani · Estados Unidos | Madison Chock · Evan Bates · Estados Unidos |

## Resultados

### Individual masculino
| Pos.                                                  | Nome                       | Nacionalidade    | Pontos | PC         | PL          |
| ----------------------------------------------------- | -------------------------- | ---------------- | ------ | ---------- | ----------- |
| Medalha de ouro                                       | Javier Fernández           | Espanha          | 314.93 | 98.52 (2)  | 216.41 (1)  |
| Medalha de prata                                      | Yuzuru Hanyu               | Japão            | 295.17 | 110.56 (1) | 184.61 (2)  |
| Medalha de bronze                                     | Jin Boyang                 | China            | 270.99 | 89.86 (5)  | 181.13 (3)  |
| 4                                                     | Mikhail Kolyada            | Rússia           | 267.97 | 89.66 (6)  | 178.31 (5)  |
| 5                                                     | Patrick Chan               | Canadá           | 266.75 | 94.84 (3)  | 171.91 (8)  |
| 6                                                     | Adam Rippon                | Estados Unidos   | 264.44 | 85.72 (7)  | 178.72 (4)  |
| 7                                                     | Shoma Uno                  | Japão            | 264.25 | 90.74 (4)  | 173.51 (6)  |
| 8                                                     | Max Aaron                  | Estados Unidos   | 254.14 | 81.28 (8)  | 172.86 (7)  |
| 9                                                     | Michal Březina             | República Tcheca | 237.99 | 79.29 (11) | 158.70 (10) |
| 10                                                    | Grant Hochstein            | Estados Unidos   | 237.29 | 74.81 (16) | 162.44 (9)  |
| 11                                                    | Denis Ten                  | Cazaquistão      | 230.13 | 78.55 (12) | 151.58 (12) |
| 12                                                    | Ivan Righini               | Itália           | 228.52 | 81.17 (9)  | 147.35 (13) |
| 13                                                    | Alexei Bychenko            | Israel           | 226.07 | 69.86 (19) | 156.21 (11) |
| 14                                                    | Deniss Vasiļjevs           | Letônia          | 224.54 | 81.07 (10) | 143.47 (16) |
| 15                                                    | Misha Ge                   | Uzbequistão      | 223.53 | 77.43 (15) | 146.10 (14) |
| 16                                                    | Jorik Hendrickx            | Bélgica          | 221.43 | 77.72 (14) | 143.71 (15) |
| 17                                                    | Brendan Kerry              | Austrália        | 210.56 | 71.04 (17) | 139.52 (17) |
| 18                                                    | Maxim Kovtun               | Rússia           | 210.14 | 78.46 (13) | 131.68 (21) |
| 19                                                    | Michael Christian Martinez | Filipinas        | 204.10 | 66.98 (23) | 137.12 (18) |
| 20                                                    | Chafik Besseghier          | França           | 203.20 | 69.23 (20) | 133.97 (20) |
| 21                                                    | Julian Zhi Jie Yee         | Malásia          | 202.94 | 67.60 (22) | 135.34 (19) |
| 22                                                    | Phillip Harris             | Reino Unido      | 190.42 | 68.53 (21) | 121.89 (22) |
| 23                                                    | Ivan Pavlov                | Ucrânia          | 178.89 | 65.20 (24) | 113.69 (23) |
| 24                                                    | Lee June-hyoung            | Coreia do Sul    | 174.88 | 70.05 (18) | 104.83 (24) |
| Não avançaram para a patinação livre / programa longo |                            |                  |        |            |             |
| 25                                                    | Javier Raya                | Espanha          | 65.06  | 65.06 (25) |             |
| 26                                                    | Yan Han                    | China            | 62.56  | 62.56 (26) |             |
| 27                                                    | Nam Nguyen                 | Canadá           | 61.61  | 61.61 (27) |             |
| 28                                                    | Franz Streubel             | Alemanha         | 57.19  | 57.19 (28) |             |
| 29                                                    | Denis Margalik             | Argentina        | 52.31  | 52.31 (29) |             |
| 30                                                    | Slavik Hayrapetyan         | Armênia          | 49.36  | 49.36 (30) |             |

### Individual feminino
| Pos.                                                  | Nome                 | Nacionalidade    | Pontos | PC         | PL          |
| ----------------------------------------------------- | -------------------- | ---------------- | ------ | ---------- | ----------- |
| Medalha de ouro                                       | Evgenia Medvedeva    | Rússia           | 223.86 | 73.76 (3)  | 150.10 (1)  |
| Medalha de prata                                      | Ashley Wagner        | Estados Unidos   | 215.39 | 73.16 (4)  | 142.23 (2)  |
| Medalha de bronze                                     | Anna Pogorilaya      | Rússia           | 213.69 | 73.98 (2)  | 139.71 (4)  |
| 4                                                     | Gracie Gold          | Estados Unidos   | 211.29 | 76.43 (1)  | 134.86 (6)  |
| 5                                                     | Satoko Miyahara      | Japão            | 210.61 | 70.72 (6)  | 139.89 (3)  |
| 6                                                     | Elena Radionova      | Rússia           | 209.81 | 71.70 (5)  | 138.11 (5)  |
| 7                                                     | Mao Asada            | Japão            | 200.30 | 65.87 (9)  | 134.43 (7)  |
| 8                                                     | Rika Hongo           | Japão            | 199.15 | 69.89 (7)  | 129.26 (8)  |
| 9                                                     | Gabrielle Daleman    | Canadá           | 195.68 | 67.38 (8)  | 128.30 (9)  |
| 10                                                    | Mirai Nagasu         | Estados Unidos   | 186.65 | 65.74 (10) | 120.91 (11) |
| 11                                                    | Li Zijun             | China            | 184.52 | 65.39 (11) | 119.13 (12) |
| 12                                                    | Elizabet Tursynbaeva | Cazaquistão      | 183.62 | 61.63 (12) | 121.99 (10) |
| 13                                                    | Nicole Rajičová      | Eslováquia       | 173.05 | 56.56 (15) | 116.49 (13) |
| 14                                                    | Choi Da-bin          | Coreia do Sul    | 159.92 | 56.02 (16) | 103.90 (15) |
| 15                                                    | Angelīna Kučvaļska   | Letônia          | 158.99 | 54.78 (18) | 104.21 (14) |
| 16                                                    | Roberta Rodeghiero   | Itália           | 158.41 | 57.90 (13) | 100.51 (19) |
| 17                                                    | Alaine Chartrand     | Canadá           | 157.82 | 55.67 (17) | 102.15 (17) |
| 18                                                    | Park So-Youn         | Coreia do Sul    | 154.24 | 52.27 (22) | 101.97 (18) |
| 19                                                    | Anna Khnychenkova    | Ucrânia          | 154.02 | 53.86 (19) | 100.16 (20) |
| 20                                                    | Viveca Lindfors      | Finlândia        | 152.93 | 50.18 (23) | 102.75 (16) |
| 21                                                    | Amy Lin              | Taipé Chinesa    | 146.55 | 57.50 (14) | 89.05 (22)  |
| 22                                                    | Niki Wories          | Países Baixos    | 140.87 | 49.86 (24) | 91.01 (21)  |
| 23                                                    | Zhao Ziquan          | China            | 139.67 | 52.80 (21) | 86.87 (23)  |
| 24                                                    | Anastasia Galustyan  | Armênia          | 136.07 | 53.24 (20) | 82.83 (24)  |
| Não avançaram para a patinação livre / programa longo |                      |                  |        |            |             |
| 25                                                    | Maé-Bérénice Méité   | França           | 49.50  | 49.50 (25) |             |
| 26                                                    | Anne Line Gjersem    | Noruega          | 49.39  | 49.39 (26) |             |
| 27                                                    | Kailani Craine       | Austrália        | 48.86  | 48.86 (27) |             |
| 28                                                    | Ivett Tóth           | Hungria          | 47.92  | 47.92 (28) |             |
| 29                                                    | Eliška Březinová     | República Tcheca | 47.75  | 47.75 (29) |             |
| 30                                                    | Joshi Helgesson      | Suécia           | 47.67  | 47.67 (30) |             |
| 31                                                    | Laurine Lecavelier   | França           | 46.92  | 46.92 (31) |             |
| 32                                                    | Kerstin Frank        | Áustria          | 46.77  | 46.77 (32) |             |
| 33                                                    | Aleksandra Golovkina | Lituânia         | 44.58  | 44.58 (33) |             |
| 34                                                    | Yasmine Yamada       | Suíça            | 43.65  | 43.65 (34) |             |
| 35                                                    | Nathalie Weinzierl   | Alemanha         | 43.25  | 43.25 (35) |             |
| 36                                                    | Kristen Spours       | Reino Unido      | 42.64  | 42.64 (36) |             |
| 37                                                    | Sonia Lafuente       | Espanha          | 39.99  | 39.99 (37) |             |
| 38                                                    | Daša Grm             | Eslovênia        | 37.95  | 37.95 (38) |             |

### Duplas
| Pos.                                                  | Nome                                    | Nacionalidade  | Pontos | PC         | PL          |
| ----------------------------------------------------- | --------------------------------------- | -------------- | ------ | ---------- | ----------- |
| Medalha de ouro                                       | Meagan Duhamel / Eric Radford           | Canadá         | 231.99 | 78.18 (2)  | 153.81 (1)  |
| Medalha de prata                                      | Sui Wenjing / Han Cong                  | China          | 224.47 | 80.85 (1)  | 143.62 (2)  |
| Medalha de bronze                                     | Aliona Savchenko / Bruno Massot         | Alemanha       | 216.17 | 74.22 (4)  | 141.95 (3)  |
| 4                                                     | Ksenia Stolbova / Fedor Klimov          | Rússia         | 214.48 | 73.98 (5)  | 140.50 (4)  |
| 5                                                     | Evgenia Tarasova / Vladimir Morozov     | Rússia         | 206.27 | 72.00 (6)  | 134.27 (5)  |
| 6                                                     | Tatiana Volosozhar / Maxim Trankov      | Rússia         | 205.81 | 77.13 (3)  | 128.68 (7)  |
| 7                                                     | Lubov Iliushechkina / Dylan Moscovitch  | Canadá         | 199.52 | 68.17 (8)  | 131.35 (6)  |
| 8                                                     | Kirsten Moore-Towers / Michael Marinaro | Canadá         | 190.90 | 66.06 (10) | 124.84 (8)  |
| 9                                                     | Alexa Scimeca / Chris Knierim           | Estados Unidos | 190.06 | 71.37 (7)  | 118.69 (12) |
| 10                                                    | Vanessa James / Morgan Ciprès           | França         | 185.83 | 66.69 (9)  | 119.14 (10) |
| 11                                                    | Nicole Della Monica / Matteo Guarise    | Itália         | 183.81 | 64.82 (11) | 118.49 (13) |
| 12                                                    | Peng Cheng / Zhang Hao                  | China          | 182.46 | 60.01 (12) | 122.45 (9)  |
| 13                                                    | Tarah Kayne / Daniel O'Shea             | Estados Unidos | 178.23 | 59.27 (14) | 118.96 (11) |
| 14                                                    | Valentina Marchei / Ondřej Hotárek      | Itália         | 170.73 | 59.76 (13) | 110.97 (15) |
| 15                                                    | Wang Xuehan / Wang Lei                  | China          | 168.64 | 57.32 (15) | 111.33 (14) |
| 16                                                    | Lola Esbrat / Andrei Novoselov          | França         | 137.24 | 52.78 (16) | 84.46 (16)  |
| Não avançaram para a patinação livre / programa longo |                                         |                |        |            |             |
| 17                                                    | Goda Butkutė / Nikita Ermolaev          | Lituânia       | 51.65  | 51.65 (17) |             |
| 18                                                    | Ioulia Chtchetinina / Noah Scherer      | Suíça          | 49.32  | 49.32 (18) |             |
| 19                                                    | Adel Tankova / Evgeni Krasnopolski      | Israel         | 46.81  | 46.81 (19) |             |
| 20                                                    | Tatiana Danilova / Mikalai Kamianchuk   | Bielorrússia   | 45.56  | 45.56 (20) |             |
| 21                                                    | Miriam Ziegler / Severin Kiefer         | Áustria        | 45.31  | 45.31 (21) |             |
| 22                                                    | Sumire Suto / Francis Boudreau Audet    | Japão          | 38.50  | 38.50 (22) |             |

### Dança no gelo
| Pos.                                     | Nome                                          | Nacionalidade    | Pontos | DC         | DL          |
| ---------------------------------------- | --------------------------------------------- | ---------------- | ------ | ---------- | ----------- |
| Medalha de ouro                          | Gabriella Papadakis / Guillaume Cizeron       | França           | 194.46 | 76.29 (1)  | 118.17 (1)  |
| Medalha de prata                         | Maia Shibutani / Alex Shibutani               | Estados Unidos   | 188.43 | 74.70 (2)  | 113.73 (2)  |
| Medalha de bronze                        | Madison Chock / Evan Bates                    | Estados Unidos   | 185.77 | 72.46 (3)  | 113.31 (3)  |
| 4                                        | Anna Cappellini / Luca Lanotte                | Itália           | 182.72 | 70.65 (6)  | 112.07 (4)  |
| 5                                        | Kaitlyn Weaver / Andrew Poje                  | Canadá           | 182.01 | 71.83 (4)  | 110.18 (5)  |
| 6                                        | Madison Hubbell / Zachary Donohue             | Estados Unidos   | 176.81 | 68.44 (7)  | 108.37 (6)  |
| 7                                        | Penny Coomes / Nicholas Buckland              | Reino Unido      | 173.17 | 68.23 (8)  | 104.94 (7)  |
| 8                                        | Piper Gilles / Paul Poirier                   | Canadá           | 173.07 | 70.70 (5)  | 102.37 (8)  |
| 9                                        | Victoria Sinitsina / Nikita Katsalapov        | Rússia           | 168.97 | 67.68 (9)  | 101.29 (10) |
| 10                                       | Charlène Guignard / Marco Fabbri              | Itália           | 167.91 | 65.96 (10) | 101.95 (9)  |
| 11                                       | Alexandra Stepanova / Ivan Bukin              | Rússia           | 163.30 | 63.84 (11) | 99.46 (11)  |
| 12                                       | Isabella Tobias / Ilia Tkachenko              | Israel           | 154.41 | 60.97 (13) | 93.44 (12)  |
| 13                                       | Laurence Fournier Beaudry / Nikolaj Sørensen  | Dinamarca        | 151.66 | 59.75 (15) | 91.91 (13)  |
| 14                                       | Federica Testa / Lukáš Csölley                | Eslováquia       | 148.83 | 61.75 (12) | 87.08 (15)  |
| 15                                       | Kana Muramoto / Chris Reed                    | Japão            | 147.90 | 59.00 (16) | 88.90 (14)  |
| 16                                       | Natalia Kaliszek / Maksim Spodirev            | Polônia          | 146.42 | 59.88 (14) | 86.54 (16)  |
| 17                                       | Kavita Lorenz / Panagiotis Polizoakis         | Alemanha         | 138.66 | 54.80 (18) | 83.86 (17)  |
| 18                                       | Cecilia Törn / Jussiville Partanen            | Finlândia        | 132.85 | 56.51 (17) | 76.34 (19)  |
| 19                                       | Oleksandra Nazarova / Maksym Nikitin          | Ucrânia          | 131.39 | 53.64 (20) | 77.75 (18)  |
| 20                                       | Barbora Silná / Juri Kurakin                  | Áustria          | 130.88 | 54.63 (19) | 76.25 (20)  |
| Não avançaram para a dança livre / longa |                                               |                  |        |            |             |
| 21                                       | Alisa Agafonova / Alper Uçar                  | Turquia          | 53.56  | 53.56 (21) |             |
| 22                                       | Wang Shiyue / Liu Xinyu                       | China            | 52.92  | 52.92 (22) |             |
| 23                                       | Elisabeth Paradis / François-Xavier Ouellette | Canadá           | 51.94  | 51.94 (23) |             |
| 24                                       | Cortney Mansour / Michal Češka                | República Tcheca | 51.68  | 51.68 (24) |             |
| 25                                       | Rebeka Kim / Kirill Minov                     | Coreia do Sul    | 49.79  | 49.79 (25) |             |
| 26                                       | Celia Robledo / Luis Fenero                   | Espanha          | 49.58  | 49.58 (26) |             |
| 27                                       | Tina Garabedian / Simon Proulx-Sénécal        | Armênia          | 47.11  | 47.11 (27) |             |
| 28                                       | Viktoria Kavaliova / Yurii Bieliaiev          | Bielorrússia     | 40.82  | 40.82 (28) |             |
| 29                                       | Olga Jakushina / Andrey Nevskiy               | Letônia          | 40.80  | 40.80 (29) |             |
| 30                                       | Anastasia Khromova / Daryn Zhunussov          | Cazaquistão      | 40.69  | 40.69 (30) |             |

## Quadro de medalhas
| Ordem | País           | Medalha de ouro | Medalha de prata | Medalha de bronze |    | Ordem por total |
| ----- | -------------- | --------------- | ---------------- | ----------------- | -- | --------------- |
| 1     | Rússia         | 1               |                  | 1                 | 2  | 2               |
| 2     | Canadá         | 1               |                  |                   | 1  | 4               |
| 2     | Espanha        | 1               |                  |                   | 1  | 4               |
| 2     | França         | 1               |                  |                   | 1  | 4               |
| 5     | Estados Unidos |                 | 2                | 1                 | 3  | 1               |
| 6     | China          |                 | 1                | 1                 | 2  | 2               |
| 7     | Japão          |                 | 1                |                   | 1  | 4               |
| 8     | Alemanha       |                 |                  | 1                 | 1  | 4               |
| TOTAL | TOTAL          | 4               | 4                | 4                 | 12 | —               |